# Бугатти (команда Формулы-1)
Automobiles Bugatti — французская команда Формулы-1. Команда принимала участие только в одной гонке Формулы-1 в 1956 году.

## История

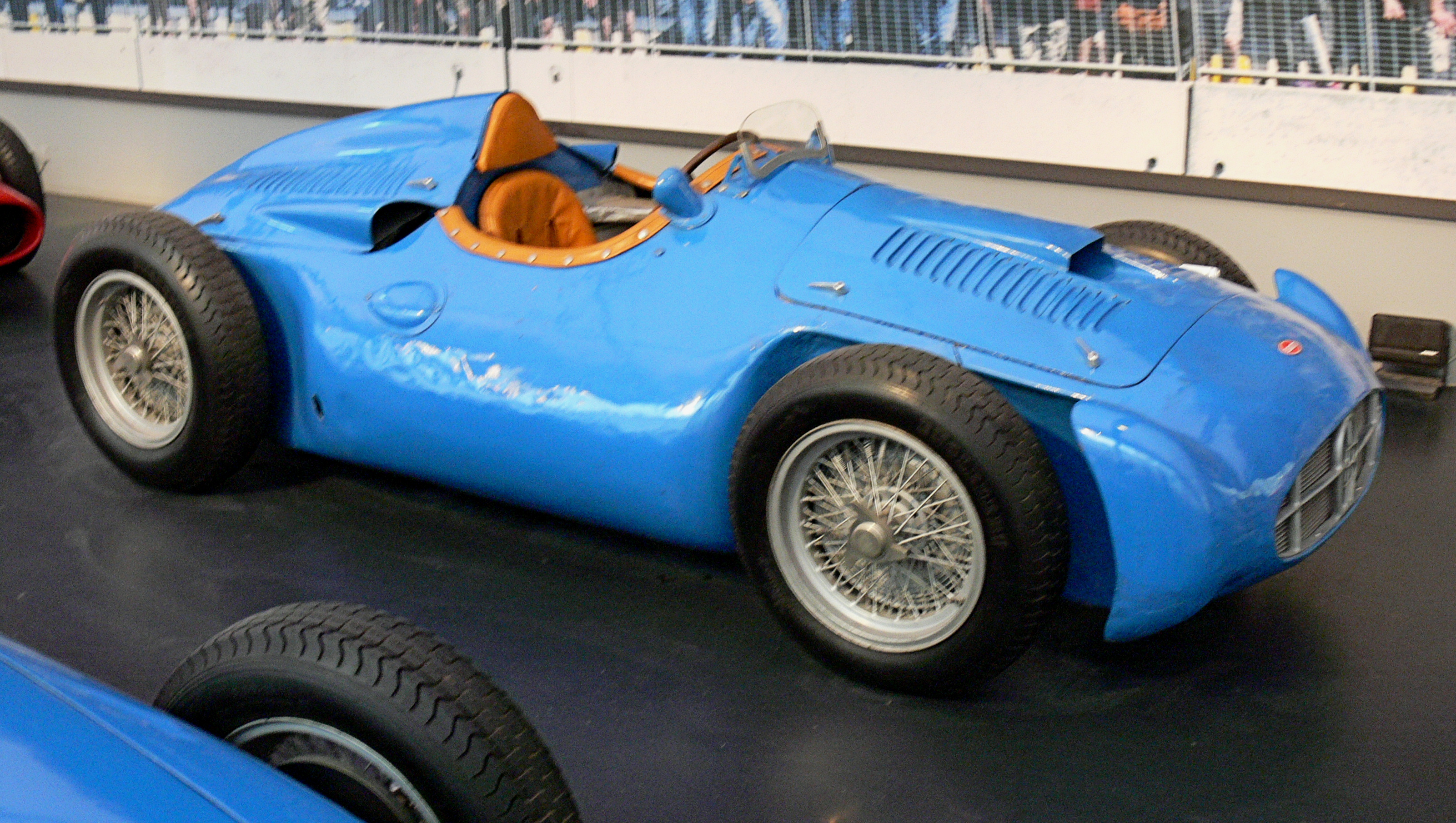
Bugatti Type 251 в Национальном автомобильном музее в Мюлузе

После смерти Этторе Бугатти в 1947 году во главе компании встал его сын Роланд. В 1952 году Пьер Марко, технический директор Бугатти, нанял Джоаккино Коломбо, известного итальянского инженера, который занялся разработкой Bugatti Type 251, новой машины Бугатти для Формулы-1. Машина была оснащена рядным 8-цилиндровым двигателем с двумя распредвалами в головке цилиндров объёмом 2486 см3 мощностью 230 л. с. при 8000 об/мин и 275-280 л. с. при 9000 об/мин. Двигатель был расположен поперечно, сзади от пилота, что на тот момент было новым решением. Всего было произведено 2 машины модели 251. В 4-летнюю разработку машины было вложено 200 000 человеко-часов и 250 000 долларов США. Пилотом Бугатти стал 39-летний француз Морис Трентиньян, который ради работы в Бугатти ушёл из Феррари.
После первых тестов осенью 1955 года стало ясно, что машина получилась медленной. Расположение топливных баков и неудачная подвеска делали её неустойчивой и сложной для управления, кроме того, для 750-килограммовой машины двигатель был недостаточно мощным. Для решения проблем был изготовлен второй прототип, в котором шасси было удлинено на 10 мм, а пружины заменены на поперечные рессоры. Бугатти хотели представить свою новую машину на Гран-при Франции 1956 года, которое должно было пройти на автодроме Реймс-Гу. За несколько недель до гонки Бугатти провели на Реймс-Гу тесты новой машины. Хотя после этих тестов Морис Трентиньян назвал мотор «непревзойдённым», лучшим кругом Трентиньяна стал круг, пройденный со средней скоростью 180 км/час. Для сравнения, победитель Гран-при Франции 1956 Питер Коллинз на Феррари прошёл 61 круг гонки со средней скоростью 198 км/ч.
Гран-при Франции прошёл 1 июля 1956 года. Морис Трентиньян квалифицировался на 18-м месте из 20-ти пилотов и не закончил гонку, сойдя после 18-ти кругов из-за проблем с педалью газа. После этой неудачи Бугатти завершило своё участие в Сезоне 1956 Формулы-1.
В неудаче была часть вины Роланда Бугатти — он вынудил Джоаккино Коломбо принять некоторые неоптимальные технические решения в дань традициям. Современники говорили про Роланда в шутку, что «он сам точно такой же, как и модель 251 — маломощный и с излишком веса».

### Комментарии
1. ↑  По данным 0-100.it — в 1953 году.
2. ↑  По данным 0-100.it — 2431 см3
3. ↑  По данным 0-100.it — 235 л. с. при 7500 об/мин
4. ↑  По данным официального сайта Bugatti — 3 машины
5. ↑  англ. The motor's unbeatable
6. ↑  англ. He has been unkindly described as being just like the Type 251, overweight and underpowered